# Östra Baggböle distrikt
Östra Baggböle (fi. Itä-Pakila) är ett distrikt i Helsingfors stad. Stadsdelar inom distriktet är Östra Baggböle och Domargård. (Bakom dessa länkar finns mera detaljerad information).